# Acacia multisiliqua
Acacia multisiliqua är en ärtväxtart som först beskrevs av George Bentham, och fick sitt nu gällande namn av Maconochie. Acacia multisiliqua ingår i släktet akacior, och familjen ärtväxter. Inga underarter finns listade i Catalogue of Life.